# Sotterbach (Heller)
Der Sotterbach oder Sottersbach ist ein 6 km langer südlicher und linker Zufluss der Heller im Westerwald. Er fließt im rheinland-pfälzischen Landkreis Altenkirchen (Westerwald) (Deutschland).

## Verlauf
Der Sotterbach entspringt im Ostteil von Rheinland-Pfalz im Südlichen Hellerbergland und im nördlichen Westerwald. Seine Quelle liegt unweit der Grenze zu Nordrhein-Westfalen auf etwa 491 m ü. NHN in einem Waldgebiet am Hommelshahn (ca. 520 m).
Anfangs fließt der Sotterbach in westlicher, später in überwiegend nordwestlicher Richtung. Er nimmt kleinere Bäche auf, darunter den von Osten kommenden Hellebach. Im Unterlauf fließt der Bach entlang des ehemaligen Eisenerz-Bergwerks San Fernando; auf dessen ehemaligen Gelände ist die Firma Thomas Magnete ansässig.
Der Sotterbach mündet bei Herdorf auf etwa 231 m in den dort von Osten heran fließenden Sieg-Zufluss Heller.

## Einzugsgebiet und Zuflüsse
Das Einzugsgebiet des Sotterbachs umfasst 8 km²; es liegt im Südlichen Hellerbergland und im nördlichen Westerwald. Größter Zufluss ist der Hellebach:
| Name      | Seite  | Länge (km) | EZG (km²) | Quell-          | Mündungs-       | DGKZ     |
| Name      | Seite  | Länge (km) | EZG (km²) | höhe (m ü. NHN) | höhe (m ü. NHN) | DGKZ     |
| --------- | ------ | ---------- | --------- | --------------- | --------------- | -------- |
| Hellebach | rechts | 1,764      | 1,599     | 469             | 374             | 272276-2 |

Östlich grenzt das Einzugsgebiet des Sotterbachs an das ebenfalls im Südlichen Hellerbergland und im nördlichen Westerwald gelegene Einzugsgebiet des Direnbachs, der in die Daade mündet.